# Zvedání pánve

Zvedání pánve

Zvedání pánve je cvičení na posílení dolní části zad, zadku a dolních břišních svalů. Cvik nevyžaduje přídatnou zátěž, často se však dává na žaludek.